# سگاوی
سگاوی یا سه‌گابی، روستایی از توابع بخش قلقل‌رود شهرستان تویسرکان در استان همدان ایران است.

## گویش
بیشتر مردم این روستا گویش لکی دارند.

## جمعیت
این روستا در دهستان میان رود قرار دارد و براساس سرشماری مرکز آمار ایران در سال ۱۳۹۵، جمعیت آن ۲۵۱ نفر (۷۸ خانوار) بوده‌است.